# Corbin Building
Koordinaten: 40° 42′ 51,7″ N, 74° 0′ 21,5″ W

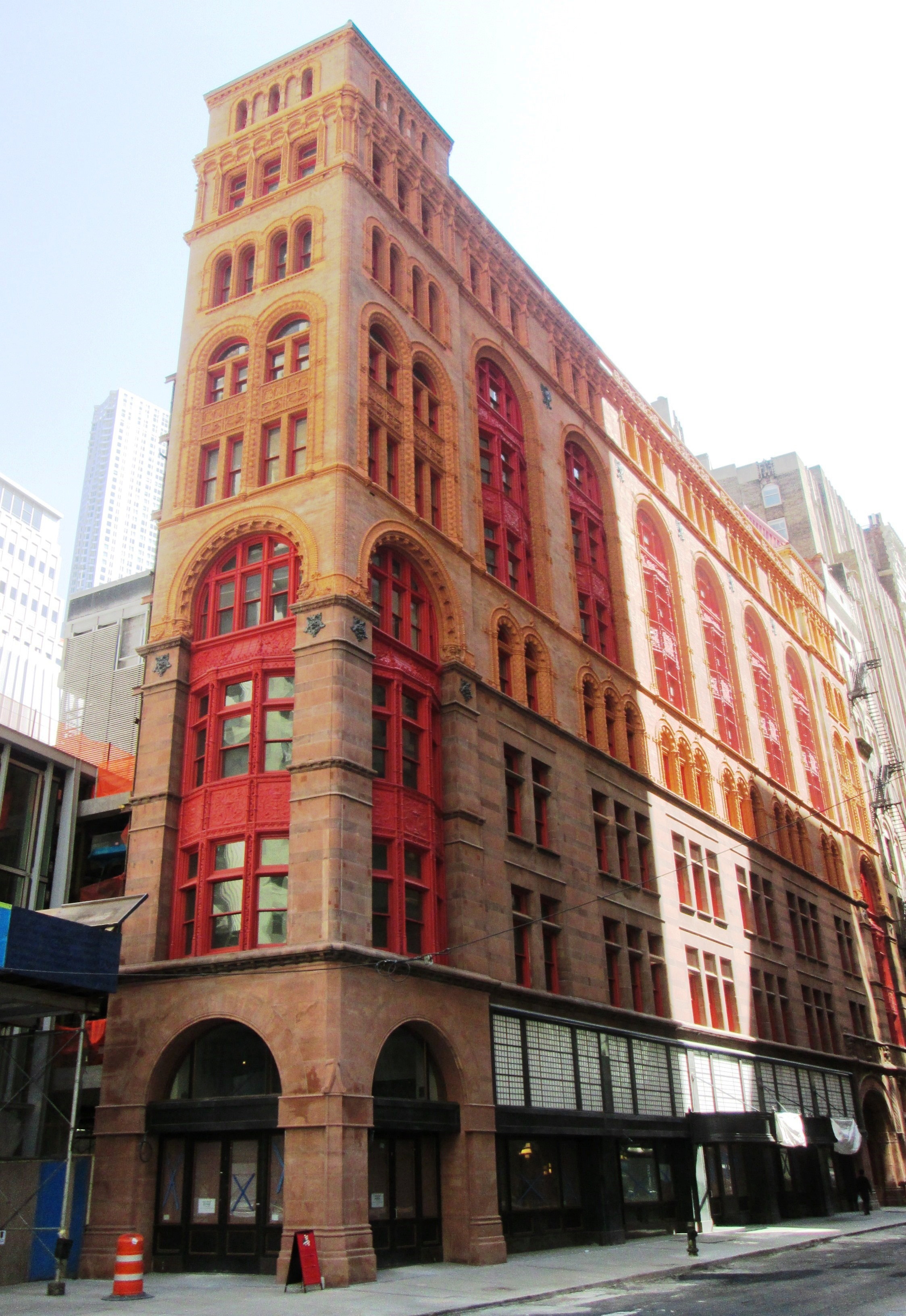
Außenansicht (2013)

Das Corbin Building ist ein neun Stockwerke hohes Gebäude in Manhattan, New York City. Das ehemalige Bürogebäude wurde von dem Architekten Francis H. Kimball entworfen, 1888 erbaut und 1889 eröffnet. Benannt wurde es nach dem Präsidenten der Long Island Rail Road, Austin Corbin. Es befindet sich in 192 Broadway.

## Geschichte
Bei der Errichtung war das Gebäude eines der höchsten der Stadt und beherbergte überwiegend Büros. Im Jahr seiner Eröffnung war vor allem das Penthouse ein Highlight des Gebäudes. Die Fassade besteht aus einem Mix aus Ziegeln, Stein und Terrakotta. Am 18. Dezember 2003 wurde es unter der Nummer 05001287 in das National Register of Historic Places eingetragen.

### Neueste Entwicklungen
Im Rahmen des neuen Projekts des Fulton Street Transit Center, das sich direkt neben dem Corbin Building befindet, plante die New York City Transit Authority ursprünglich das Gebäude abzureißen, jedoch stemmten sich lokale Verbände und Vertreter der Landmarks Preservation Commission dagegen und erwirkten, dass das Gebäude unter Denkmalschutz gestellt wurde. Die neuen Pläne sehen vor, dass das Gebäude komplett restauriert wird. Um den Zustand um die Jahrhundertwende wiederherzustellen, sollen sowohl Fassade saniert werden als auch ein neues Dach eingesetzt werden. Die unteren Etagen werden jedoch umfunktioniert zu den Eingängen des Transit Centers.

Details
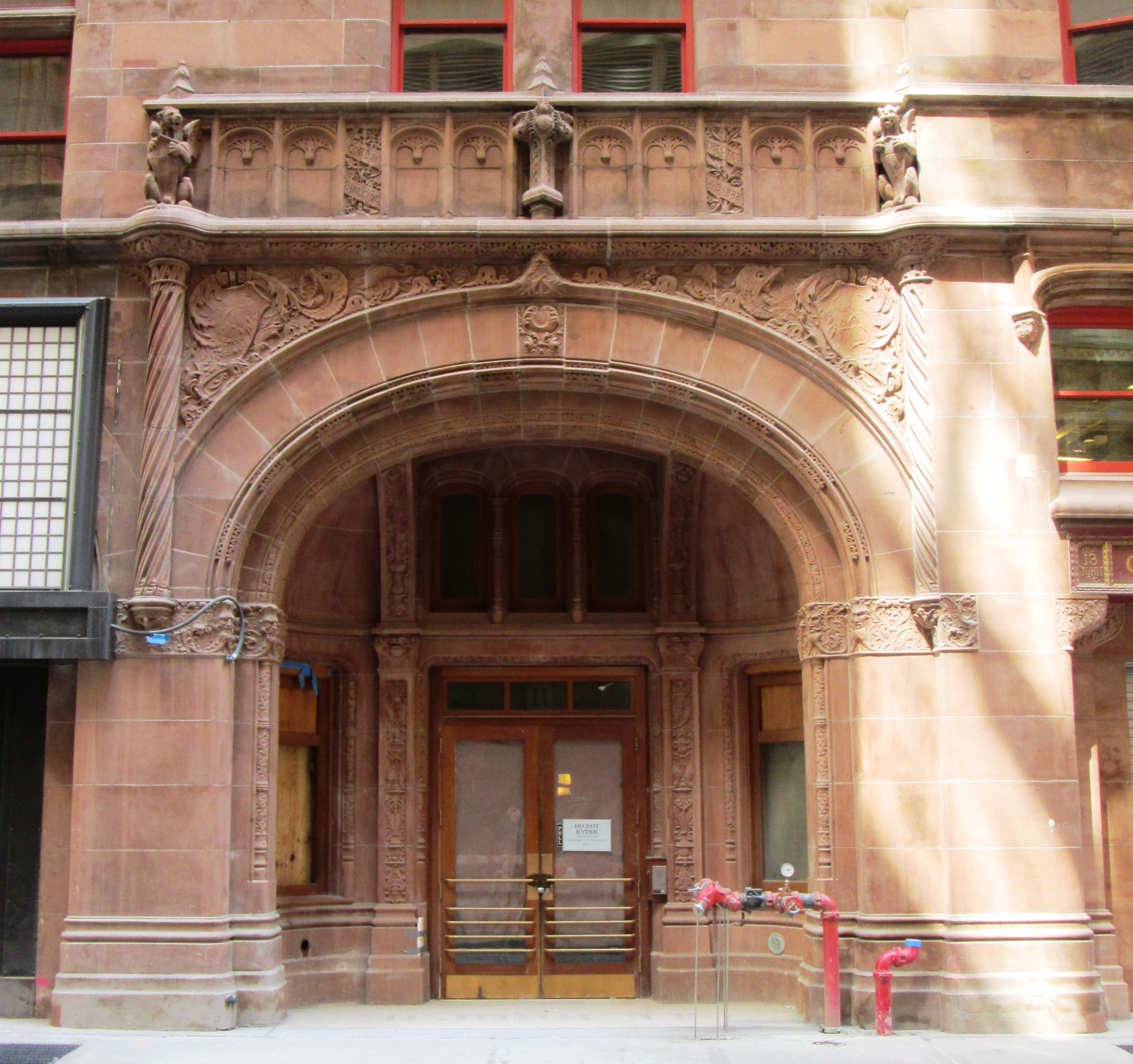
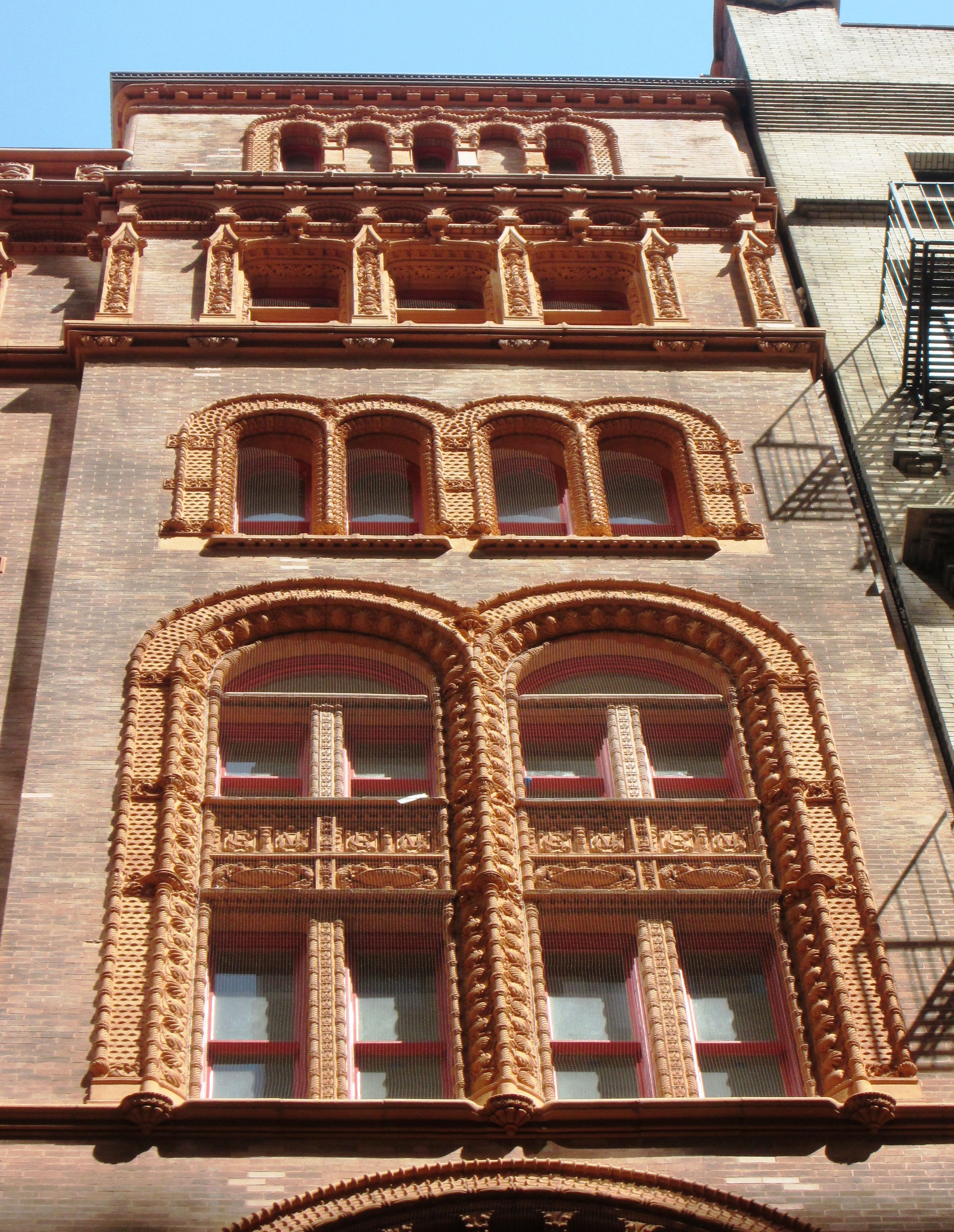
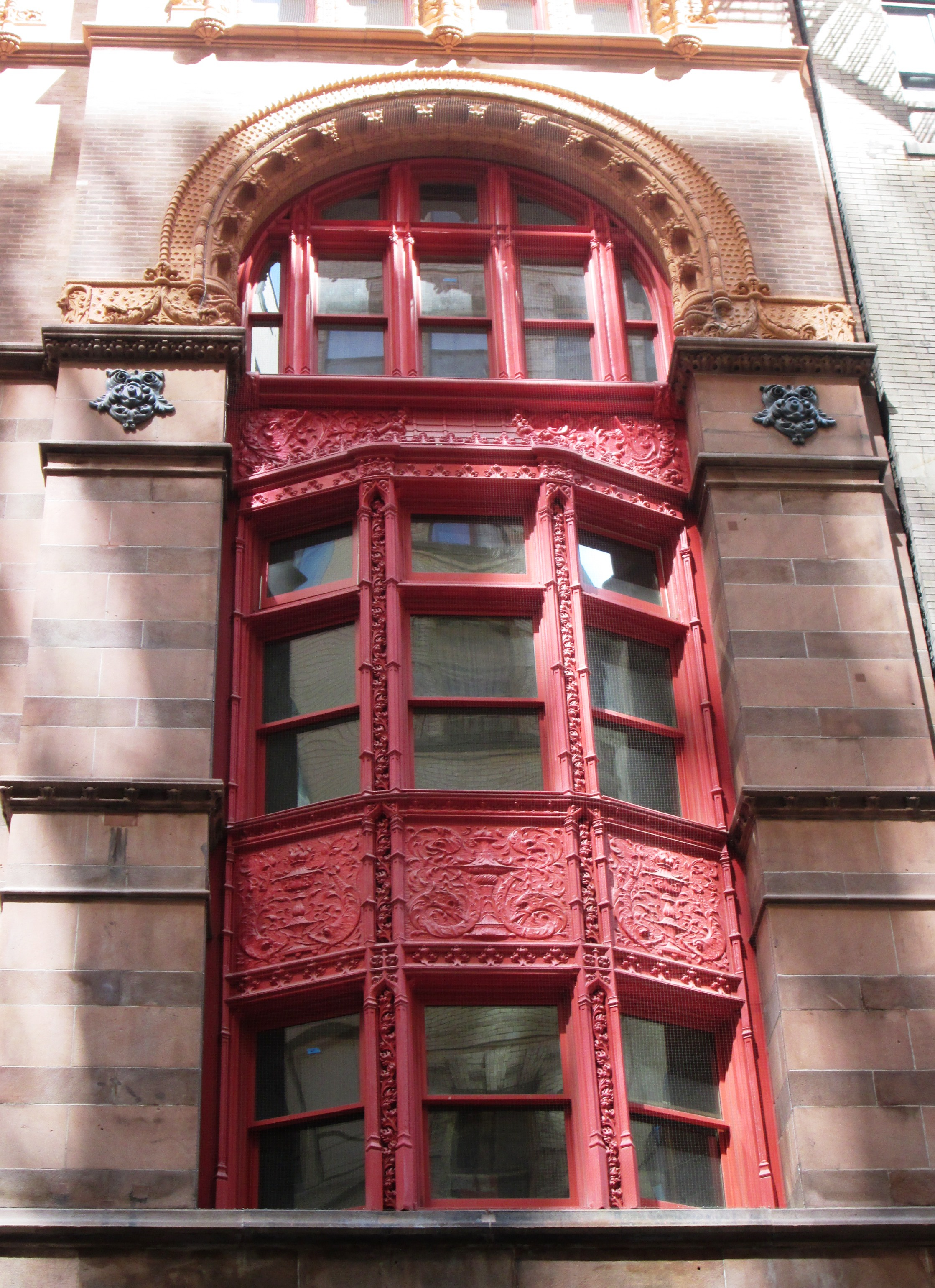